# Prunedale
Prunedale statisztikai település az USA Kalifornia államában, Monterey megyében. Lakosainak száma 18 885 fő (2020. április 1.).

## Népesség
A település népességének változása:

| 2010 | 17 560 |
| 2020 | 18 885 |